# 昨日、悲別で
『昨日、悲別で』（きのう、かなしべつで）は、日本テレビ系列で1984年3月9日から6月1日まで金曜 21:00 - 21:54（金曜劇場）にて放送された倉本聰脚本のテレビドラマ（全13回）。

## ストーリー
夢を追いかけて東京に出た若者と、故郷に残って地元で働く若者の心の交流を描いたストーリー。物語の舞台は、東京、北海道・悲別町（上砂川町がモデルの架空の町）。天宮良の主演デビュー作である。

## キャスト
- 中込竜一（愛称：リュウ）：天宮良
- 小沼ゆかり（愛称：おっぱい）：石田えり
- 坂口由美（リュウのガールフレンド）：村田香織
- 佐々木和美（愛称：駅長）：布施博
- 二口伸夫（愛称：与作）：梨本謙次郎
- 中込春子（リュウの母であり、末吉の愛人である）：五月みどり
- 末吉元吉（地元では「大人物」と呼ばれている）：大滝秀治
- 中込夕子（リュウの妹）：斉藤慶子
- 二口伸吉（与作の父・悲別ロマン座を経営）：千秋実
- 魚津草子：室町あかね
- 京田又三郎：荻島真一
- 小坂敬介：豊原功補
- 唐沢広次（愛称：ダザイ）：四禮正明
- 内山良子（駅長の結婚相手）：風見りつ子
- 向井先生：木之元亮
- 松井：松村雄基
- 田村：林家こぶ平
- リリー松原：芹明香

## スタッフ
- 脚本：倉本聰
- 演出：石橋冠、小松伸生、中山秀一
- 音楽：坂田晃一
- エンディングテーマ：風 (フォークグループ)「22才の別れ」
- 制作：吉川斌
- タップ指導：中野ブラザーズ
- 制作補：大野秀樹
- 演出補：斉藤郁宏、池添博、斉藤眞功、藤本一彦
- ロケ協力：上砂川町、歌志内市、砂川市、全日本空輸　ほか
- 制作協力：生田スタジオ、札幌テレビ放送

## 視聴率
- 視聴率はビデオリサーチ調べ、関東地区[2]

| 各話                                                          | 放送日        | 視聴率 |
| ------------------------------------------------------------- | ------------- | ------ |
| 第1話                                                         | 1984年3月9日  | 8.9%   |
| 第2話                                                         | 1984年3月16日 | 9.6%   |
| 第3話                                                         | 1984年3月23日 | 9.3%   |
| 第4話                                                         | 1984年3月30日 | 12.0%  |
| 第5話                                                         | 1984年4月6日  | 8.3%   |
| 第6話                                                         | 1984年4月13日 | 8.9%   |
| 第7話                                                         | 1984年4月20日 | 11.1%  |
| 第8話                                                         | 1984年4月27日 | 9.5%   |
| 第9話                                                         | 1984年5月4日  | 9.4%   |
| 第10話                                                        | 1984年5月11日 | 10.7%  |
| 第11話                                                        | 1984年5月18日 | 10.7%  |
| 第12話                                                        | 1984年5月25日 | 9.2%   |
| 最終話                                                        | 1984年6月1日  | 10.8%  |
| 平均視聴率 9.9%（視聴率はビデオリサーチ調べ、関東地区・世帯） |               |        |

## 放送局
特記の有るもの以外の放送時間は全て、金曜 21:00 - 21:54、同時ネット
- 日本テレビ（制作局）
- 札幌テレビ[3]
- 青森放送[4]
- テレビ岩手[4]
- 秋田放送[5]
- 山形放送[6]）
- ミヤギテレビ[7]
- 福島中央テレビ[7]
- テレビ新潟[8]
- 北日本放送[9]
- 福井放送[9]
- テレビ信州：月曜 22:00 - 22:54[10]
- 山梨放送[11]
- 静岡第一テレビ[11]
- 中京テレビ[12]
- よみうりテレビ[13]
- 日本海テレビ[14]
- 西日本放送[15]
- 広島テレビ[15]
- 山口放送[16]
- 四国放送[17]
- 南海放送[16]
- 高知放送[16]
- 福岡放送[18]
- テレビ長崎[18]
- 熊本県民テレビ[18]
- テレビ大分：月曜 14:00 - 14:54[16]
- テレビ宮崎：火曜 22:00 - 22:54[19]
- 鹿児島テレビ[19]
- 沖縄テレビ：日曜 22:30 - 23:24[20]